# Falco rupicolus
Espèce
Falco rupicolus est une espèce d'oiseaux de la famille des Falconidae.

## Répartition
Cette espèce vit depuis l'Angola, la RDC et la Tanzanie jusqu'en Afrique du Sud.